# 瑞吉·威利斯
瑞吉·金恩·威利斯（英語：Reggie Gene Willits，1981年5月30日—），為前美國職棒大聯盟的外野手，目前在紐約洋基擔任一壘指導教練。威利斯畢業於奧克拉荷馬州立大學(University of Oklahoma)。

## 職業生涯
2006年4月26日，威利斯獲得晉升至大聯盟。

## 外部連結
- 瑞吉·威利斯在美國職棒官網（英语）
- 瑞吉·威利斯在Baseball-Reference.com（大聯盟）（英语）
- 瑞吉·威利斯在Baseball-Reference.com（小聯盟以及海外聯盟）（英语）
- 瑞吉·威利斯在ESPN（MLB）（英语）
- 瑞吉·威利斯在FanGraphs.com（英语）
- 瑞吉·威利斯在Retrosheet（英语）
- 瑞吉·威利斯在The Baseball Cube（英语）